# Smedaholmen
Smedaholmen est une île dans le landskap Sunnhordland du comté de Vestland. Elle appartient administrativement à Fitjar.

## Géographie
Rocheuse et couverte d'une légère végétation, elle s'étend sur environ 760 m de longueur pour une largeur approximative de 615 m. Elle compte quatre habitations.  